# Yuanmousaurus jiangyiensis
Lo yuanmousauro (Yuanmousaurus jiangyiensis) è un dinosauro erbivoro appartenente ai sauropodi. Visse probabilmente nel Giurassico medio (circa 170 milioni di anni fa) e i suoi resti sono stati ritrovati in Cina. 

## Descrizione
Questo dinosauro è noto per uno scheletro parziale, comprendente numerose vertebre (una cervicale, nove dorsali, tre sacrali e sette caudali), entrambe le scapole, un ilio e gran parte delle zampe anteriori e posteriori (eccetto le estremità). I resti sembrano indicare un sauropode piuttosto grande (tra i 15 e i 20 metri di lunghezza), dotato di zampe possenti e una coda non molto lunga. È probabile che l'aspetto fosse simile a quello di altri sauropodi del Giurassico cinese, come Euhelopus e Omeisaurus.

## Classificazione
Descritto per la prima volta nel 2006, questo dinosauro è considerato un rappresentante del gruppo degli eusauropodi, al quale sono ascritti quasi tutti i sauropodi noti con l'eccezione di poche forme primitive. Alcune caratteristiche delle vertebre dorsali e delle scapole hanno fatto ipotizzare ai paleontologi che Yuanmousaurus potesse essere strettamente imparentato con un sauropode del Giurassico medio dell'Argentina, Patagosaurus. Altri studiosi ritengono che questo dinosauro fosse evolutivamente intermedio tra Omeisaurus ed Euhelopus, altri due sauropodi cinesi del Giurassico, probabilmente rappresentanti di un ramo autoctono di sauropodi asiatici. 